# Gamma Phoenicis
Gamma Phoenicis (γ Phe / HD 9053 / HR 429 / HIP 6867) es una estrella en la constelación de Fénix. De magnitud aparente media +3,41, es la tercera estrella más brillante en la constelación, tras Ankaa (α Phoenicis) y β Phoenicis. Se encuentra a 235 años luz del sistema solar.
Gamma Phoenicis es una gigante roja de tipo espectral M0IIIa, una de las pocas gigantes de esta clase visibles a simple vista —las gigantes de tipo K y G son mucho más frecuentes—.
Su luminosidad equivale a la de 575 soles, emitiendo la mayor parte de su radiación en la región infrarroja, ya que es una estrella fría con una temperatura superficial aproximada de 3900 K.
Su tamaño, calculado en función de su temperatura y luminosidad, corresponde a un radio 53 veces más grande que el radio solar —equivalente a 0,25 UA—, aproximadamente el 65% de la distancia existente entre Mercurio y el Sol.
Posee una masa sólo un 25% mayor que la del Sol y su edad se estima en 5500 millones de años.
No se sabe con certeza el estado evolutivo en el que se encuentra Gamma Phoenicis. Sin embargo, el hecho de que sea una variable semirregular o irregular —su brillo oscila entre magnitud +3,39 y +3,49 sin que haya un período conocido— implica que está aumentando su brillo por segunda vez, en este caso con un núcleo inerte de carbono. En un futuro, su destino es desprenderse de sus capas externas y concluir sus días como una enana blanca.
Asimismo, Gamma Phoenicis es una binaria espectroscópica, es decir, la duplicidad ha sido establecida por el desplazamiento Doppler de sus líneas espectrales, siendo el período de 193,85 días.
Nada se sabe de la estrella acompañante; si fuera una enana de baja masa, la separación media entre ambas sería de 0,65 UA.